# Campeonato Femenino de la Concacaf
El Campeonato Femenino de la CONCACAF es una competición de selecciones nacionales de fútbol femenino, una de las dos más importantes de la Confederación de Norteamérica, Centroamérica y el Caribe de Fútbol.
La Concacaf tiene aseguradas cuatro plazas de la Copa Mundial Femenina de Fútbol, con otros dos equipos que estarían sujetas a jugar un repechaje con un cuadros procedentes de otras Confederaciones para ganar una plaza adicional, mientras que para el Torneo Olímpico de Fútbol Femenino tiene aseguradas solo dos plazas.

## Historia
Concacaf ha venido realizando su campeonato femenino de naciones desde 1991, que al principio fue llamado Campeonato Femenino de Concacaf; a continuación cambió su nombre a Copa Oro Femenina en el año 2000. Inicialmente el torneo se celebró como un evento bienal, pero después de 2002 fue cambiado nuevamente y se convirtió en un campeonato cuadrienal para estar en consonancia con la Copa Mundial Femenina.
Los equipos de Norteamérica han dominado hasta ahora en el evento. Estados Unidos ha ganado ocho de los diez títulos y Canadá los otros dos.
En el año 2000 Concacaf invitó a Brasil y China para competir como equipos invitados, pero después suspendió la práctica. La competencia de 2006 fue organizada sobre la base de una eliminatoria directa siendo un evento eliminatorio en Miami y Los Ángeles.
El 19 de agosto de 2021, Concacaf anuncia una serie de actualizaciones a sus torneos, fusionando el premundial y el preolímpico a través del Campeonato Concacaf W, manteniendo un formato similar de realizar una eliminatoria clasificatoria al torneo final. Además anunció la creación de la Copa Oro de la Concacaf W cuya primera edición se realizará en 2024.

## Campeonatos
| Año                                         | Sede                    | Campeón        | Final Resultado | Subcampeón    | Tercer lugar      | Resultado              | Cuarto lugar      |
| ------------------------------------------- | ----------------------- | -------------- | --------------- | ------------- | ----------------- | ---------------------- | ----------------- |
| Campeonato Femenino de la CONCACAF          |                         |                |                 |               |                   |                        |                   |
| 1991 Detalle                                | Haití                   | Estados Unidos | 5:0             | Canadá        | Trinidad y Tobago | 4:2                    | Haití             |
| Torneo Invitacional Femenino de la CONCACAF |                         |                |                 |               |                   |                        |                   |
| 1993 Detalle                                | Estados Unidos          | Estados Unidos | Lig.            | Nueva Zelanda | Canadá            | Lig.                   | Trinidad y Tobago |
| Campeonato Femenino de la CONCACAF          |                         |                |                 |               |                   |                        |                   |
| 1994 Detalle                                | Canadá                  | Estados Unidos | Lig.            | Canadá        | México            | Lig.                   | Trinidad y Tobago |
| 1998 Detalle                                | Canadá                  | Canadá         | 1:0             | México        | Costa Rica        | 4:0                    | Guatemala         |
| Copa Oro Femenina de la CONCACAF            |                         |                |                 |               |                   |                        |                   |
| 2000 Detalle                                | Estados Unidos          | Estados Unidos | 1:0             | Brasil        | China             | 2:1                    | Canadá            |
| 2002 Detalle                                | Canadá y Estados Unidos | Estados Unidos | 2:1 (g.o.)      | Canadá        | México            | 4:1                    | Costa Rica        |
| 2006 Detalle                                | Estados Unidos          | Estados Unidos | 2:1 (t.s.)      | Canadá        | México            | 3:0                    | Jamaica           |
| Premundial Femenino de la CONCACAF          |                         |                |                 |               |                   |                        |                   |
| 2010 Detalle                                | México                  | Canadá         | 1:0             | México        | Estados Unidos    | 3:0                    | Costa Rica        |
| Campeonato Femenino de la CONCACAF          |                         |                |                 |               |                   |                        |                   |
| 2014 Detalle                                | Estados Unidos          | Estados Unidos | 6:0             | Costa Rica    | México            | 4:2 (t.s.)             | Trinidad y Tobago |
| 2018 Detalle                                | Estados Unidos          | Estados Unidos | 2:0             | Canada        | Jamaica           | 2:2 (t.s.) 4:2 penales | Panamá            |
| Campeonato CONCACAF W                       |                         |                |                 |               |                   |                        |                   |
| 2022 Detalle                                | México                  | Estados Unidos | 1:0             | Canada        | Jamaica           | 1:0 (t.s.)             | Costa Rica        |
| 2026 Detalle                                | Por definir             | Próximo        | Próximo         | Próximo       | Próximo           | Próximo                | Próximo           |

## Palmarés
En cursiva los invitados.
| Equipo            | Campeón                                                  | Subcampeón                             | Tercer lugar               | Cuarto lugar         |
| ----------------- | -------------------------------------------------------- | -------------------------------------- | -------------------------- | -------------------- |
| Estados Unidos    | 9 (1991, 1993, 1994, 2000, 2002, 2006, 2014, 2018, 2022) |                                        | 1 (2010)                   |                      |
| Canadá            | 2 (1998, 2010)                                           | 6 (1991, 1994, 2002, 2006, 2018, 2022) | 1 (1993)                   | 1 (2000)             |
| México            |                                                          | 2 (1998, 2010)                         | 4 (1994, 2002, 2006, 2014) |                      |
| Costa Rica        |                                                          | 1 (2014)                               | 1 (1998)                   | 3 (2002, 2010, 2022) |
| Brasil            |                                                          | 1 (2000)                               |                            |                      |
| Nueva Zelanda     |                                                          | 1 (1993)                               |                            |                      |
| Jamaica           |                                                          |                                        | 2 (2018, 2022)             | 1 (2006)             |
| Trinidad y Tobago |                                                          |                                        | 1 (2000)                   | 3 (2003, 1994, 2014) |
| China             |                                                          |                                        | 1 (2000)                   |                      |
| Guatemala         |                                                          |                                        |                            | 1 (1998)             |
| Haití             |                                                          |                                        |                            | 1 (1991)             |
| Panamá            |                                                          |                                        |                            | 1 (2018)             |

## Cuadro de participaciones
| Selección         | 1991 | 1993 | 1994 | 1998 | 2000 | 2002 | 2006 | 2010 | 2014 | 2018 | 2022 | Part. |
| ----------------- | ---- | ---- | ---- | ---- | ---- | ---- | ---- | ---- | ---- | ---- | ---- | ----- |
| Canadá            | 2º   | 3º   | 2º   | 1º   | 4º   | 2º   | 2º   | 1º   | --   | 2º   | 2º   | 10    |
| Costa Rica        | FG   | --   | --   | 3º   | FG   | 4º   | --   | 4º   | 2º   | FG   | 4º   | 8     |
| Cuba              | --   | --   | --   | --   | --   | --   | --   | --   | --   | FG   | --   | 1     |
| Estados Unidos    | 1º   | 1º   | 1º   | --   | 1º   | 1º   | 1º   | 3º   | 1º   | 1º   | 1º   | 10    |
| Guatemala         | --   | --   | --   | 4º   | FG   | --   | --   | FG   | FG   | --   | --   | 4     |
| Guyana            | --   | --   | --   | --   | --   | --   | --   | FG   | --   | --   | --   | 1     |
| Haití             | 4º   | --   | --   | FG   | --   | FG   | --   | FG   | FG   | --   | FG   | 6     |
| Jamaica           | FG   | --   | FG   | --   | --   | FG   | 4º   | --   | FG   | 3º   | 3º   | 7     |
| Martinica         | FG   | --   | --   | FG   | --   | --   | --   | --   | FG   | --   | --   | 3     |
| México            | FG   | --   | 3º   | 2º   | FG   | 3º   | 3º   | 2º   | 3º   | FG   | FG   | 10    |
| Panamá            | --   | --   | --   | --   | --   | FG   | FG   | --   | --   | 4º   | FG   | 4     |
| Puerto Rico       | --   | --   | --   | FG   | --   | --   | --   | --   | --   | --   | --   | 1     |
| Trinidad y Tobago | 3º   | 4º   | 4º   | FG   | FG   | FG   | FG   | FG   | 4º   | FG   | FG   | 11    |

| 1º | Campeón           |
| 2º | Subcampeón        |
| 3º | Tercer lugar      |
| 4º | Cuarto lugar      |
| FG | Fase de grupos    |
| -- | Sin participación |

## Premios

### Mejor jugadora (Balón de Oro)
| Edición                    | Jugadora         |
| -------------------------- | ---------------- |
| Canadá 1998                | Silvana Burtini  |
| Canadá/Estados Unidos 2002 | Tiffeny Milbrett |
| Estados Unidos 2006        | Kristine Lilly   |
| Estados Unidos 2014        | Carli Lloyd      |
| Estados Unidos 2018        | Julie Ertz       |
| México 2022                | Alex Morgan      |

### Goleadoras (Bota de Oro)
| Edición                    | Goleadora                                                       | Goles |
| -------------------------- | --------------------------------------------------------------- | ----- |
| Haití 1991                 | Michelle Akers                                                  | 11    |
| Estados Unidos 1993        | Maureen Jacobson                                                | 3     |
| Canadá 1994                | Silvana Burtini                                                 | 8     |
| Canadá 1998                | Silvana Burtini                                                 | 14    |
| Estados Unidos 2000        | Kátia                                                           | 8     |
| Canadá/Estados Unidos 2002 | Charmaine Hooper Tiffeny Milbrett Christine Sinclair            | 7     |
| Estados Unidos 2006        | Maribel Domínguez Mónica Ocampo Christine Sinclair Abby Wambach | 2     |
| México 2010                | Abby Wambach                                                    | 8     |
| Estados Unidos 2014        | Abby Wambach                                                    | 7     |
| Estados Unidos 2018        | Alex Morgan                                                     | 7     |
| México 2022                | Jessie Fleming Julia Grosso Alex Morgan Khadija Shaw            | 3     |

### Guante de Oro
| Edición                    | Jugadora        |
| -------------------------- | --------------- |
| Canadá/Estados Unidos 2002 | Jennifer Molina |
| Estados Unidos 2006        | Erin McLeod     |
| Estados Unidos 2014        | Hope Solo       |
| Estados Unidos 2018        | Yenith Bailey   |
| México 2022                | Kailen Sheridan |

### Mejor jugadora joven
| Edición             | Jugadora         |
| ------------------- | ---------------- |
| Estados Unidos 2018 | Jody Brown       |
| México 2022         | Melchie Dumornay |

### Premio al juego limpio
| Edición             | Equipo         |
| ------------------- | -------------- |
| Estados Unidos 2014 | Costa Rica     |
| Estados Unidos 2018 | Estados Unidos |
| México 2022         | Canadá         |